# نورالدین پسر ایران
نور الدین پسر ایران روایت نورالدین عافی از عملیات بدر، عملیات والفجر هشت و عملیات کربلای ۴ است.
کتاب «نورالدین پسر ایران» که انتشارات سورهٔ مهر آن را در آذر ماه ۱۳۹۰ منتشر کرده، ششصدمین کتاب دفتر ادبیات و هنر حوزهٔ هنری سازمان تبلیغات اسلامی در ۲۳ سال فعالیت این دفتر به حساب می‌آید. خاطرات نورالدین عافی را ابتدا در سال ۱۳۷۳، موسی غیور طی ۴۰ ساعت مصاحبه به زبان ترکی  ضبط کرد و معصومه سپهری از سال ۱۳۸۳ کار پیاده‌سازی و تنظیم این مصاحبه‌ها را بر عهده گرفت. ایشان برای فراهم آوردن این کتاب ۷۰۰ صفحه‌ای شخصاً نیز چندین مصاحبهٔ تکمیلی از صاحب خاطرات و همرزمان او گرفت. این کتاب خاطرات ۷۷ ماه نبرد جانانه سید نورالدین عافی با دشمن است. در پایان این کتاب چندین عکس از نورالدین که عکاس بهزاد پروین قدس بوده است قرار دارد.

## جلد دوم "نورالدین، پسر ایران
سید نورالدین عافی در گفتگو با سایت فرهنگ نیوز از انتشار جلد دوم کتاب «نورالدین پسر ایران» خبر داده و گفت:
جلد دوم کتاب «نورالدین پسر ایران» در چهار بخش منتشر خواهد شد. بخش اول ناگفته‌هایی که از کتاب «نورالدین پسر ایران» جا مانده است، و مسائلی که الان متناسب با جو جامعه می‌توان آنها را بیان کرد. بخش دوم به تاثیری که کتاب اول روی جوان‌ها گذاشته پرداخته می‌شود. بخش سوم در مورد نقش همسرم است و بخش آخر کتاب هم به قضایای بعد از جنگ و سختی‌های بعد از جنگ برمیگردد.

## جوایز
کتاب «نورالدین پسر ایران» طی مراسم اختتامیه پنجمین جایزه ادبی جلال آل احمد، گران‌ترین جایزه ادبی ایران، که با بررسی بیش از چهار هزار و پانصد اثر همراه بود، در گروه مستند نگاری و بخش خاطره نگاری موفق به کسب عنوان برترین کتاب شد.

## پویا نمایی نورالدین پسر ایران
پویا نمایی «نورالدین پسر ایران»، بر اساس خاطرات چاپ شده سید نورالدین عافی، به کارگردانی میثم حسینی ساخته شد. این مجموعه شامل سی قسمت پانزده دقیقه‌ای است. علی تقی‌پور تهیه‌کننده برنامه «نورالدین پسر ایران» درباره آن می‌گوید:محمد صالح علا، آتیلا پسیانی، مسعود فروتن و پژمان بازغی از جمله هنرمندانی هستند که در نخستین قسمت‌های «نورالدین پسر ایران» شاهد حضور آنها در برنامه خواهید بود.